# 佐藤亀太郎
佐藤 亀太郎（さとう かめたろう、1878年〈明治11年〉11月1日 - 1955年〈昭和30年〉6月25日）は、日本の政治家。帯広市長（3期）。

## 略歴
1878年（明治11年）、秋田市に生まれる。1905年（明治38年）に法政大学法律科を卒業する。東京府庁を経て、北海道庁に勤務する。桧山支庁長、後志支庁長を歴任後、1922年（大正11年）に退官する。
退官後、北海道製糖（現・日本甜菜製糖）に入り、常務取締役に就任する。1930年（昭和5年）から帯広町会議員、帯広市会議員を合わせて4期務める（このうち3期は議長）。
1947年（昭和22年）、帯広市長選に当選し、初の民選市長に就任する。3期連続当選するも、任期途中の1955年（昭和30年）に死去。

## 顕彰碑
帯広市役所駐車場横に顕彰碑が建立されている。

## 参考
- 十勝毎日新聞社-十勝20世紀 第2部×政治編（10）